# Социология науки
Социология науки — отраслевая социологическая дисциплина, выявляющая социальные условия научной деятельности. Социология науки рассматривает как процессы становления науки в качестве социального института, так и социальную организацию, и социальные функции науки. Важную роль играет изучение вопросов организации совместной деятельности научных коллективов.
Первые исследования по социологии науки начались в 1930-е годы. Среди них работы Роберта Мертона (1910—2003) «Наука, технология и общество в Англии XVII
в.» (1938) и «Наука и социальный порядок» (1937), в которых Мертон формулирует институциональную концепцию науки. Критика и переосмысление концепции Мертона содержится в работах Майкла Малкея (р. 1936).
В отечественном науковедении аспектами социологии науки активно занимались Владислав Жанович Келле и Самуил Аронович Кугель. Организационной базой социологических исследований науки в СССР стал Институт истории естествознания и техники имени С. И. Вавилова (ИИЕТ), в котором в 1979 году был сформирован сектор социологических проблем науки. В 1996 году Центр социолого-науковедческих исследований был открыт в филиале ИИЕТ РАН в Санкт-Петербурге (руководитель Н. А. Ащеулова).